# Годлевский, Кирилл Осипович
Кирилл Осипович Годлевский (1800—1872) — генерал-майор, участник русско-турецкой войны 1828—1829 годов и кампаний на Кавказе.

## Биография
Кирилл Годлевский родился 4 февраля 1800 года, происходил из дворян Томской губернии, православный.
Образование получил в Дворянском полку, из которого выпущен 1 февраля 1819 года прапорщиком в 16-ю артиллерийскую бригаду. 3 мая 1823 года произведён в подпоручики.
В 1828—1829 годах принимал участие в русско-турецкой войне. За боевые отличия был награждён орденом Святой Анны 4-й степени и Святой Анны 3-й степени с бантом. 24 января 1829 года произведён в поручики.
С 11 октября 1833 года состоял по полевой пешей артиллерии, 23 июля 1834 года получил чин штабс-капитана и 8 сентября 1835 года — капитана. С 9 мая 1839 года К. О. Годлевский служил в 19-й артиллерийской бригаде на Кавказе, в которой с 12 июня 1842 года командовал резервной № 2 батареей. 12 мая 1843 года произведён в подполковники.
Неоднократно принимал участие в походах против горцев, за отличия в которых в 1842 году был награждён орденом св. Владимира 4-й степени с бантом. За отличие в экспедиции к Дарго князя Воронцова 7 декабря 1845 года произведён в полковники.
6 декабря 1848 года получил чин генерал-майора и 13 октября 1849 года назначен начальником артиллерийских гарнизонов Грузинского округа.
В 1858 году Годлевский вышел в отставку.
Кирилл Осипович Годлевский скончался 3 февраля 1872 года в Кузнецке.

## Награды
Среди прочих наград Годлевский имел:
- Орден Святой Анны 4-й степени (1829 год)
- Орден Святой Анны 3-й степени с бантом (1829 год)
- Медаль «За турецкую войну»(1829)
- Орден Святого Владимира 4-й степени с бантом (1842 год)
- Орден Святого Георгия 4-й степени (17 декабря 1844 года, за беспорочную выслугу 25 лет в офицерских чинах, № 7217 по кавалерскому списку Григоровича — Степанова)
- Орден Святого Владимира 3-й степени (1847 год)
- Знак отличия «За XXX лет беспорочной службы» (1849)
- Орден Святого Станислава 1-й степени (1849 год)
- Орден Святой Анны 1-й степени (1851 год, императорская корона к этому ордену пожалована в 1855 году)